# 儒林镇 (城步苗族自治县)
儒林镇，是中华人民共和国湖南省邵陽市城步苗族自治县下辖的一个乡镇级行政单位。

## 行政区划
儒林镇下辖以下地区：
东海社区、南桥社区、中心社区、城东社区、石板桥社区、新田社区、城南社区、沉江渡社区、八角亭社区、城北社区、沙坪底村、土溪村、冒水井村、矮岭子村、贺家寨村、白岩山村、甘溪村、庄稼村、大桥村、双井村、白蓼洲村、冷水坪村、大木山村、界头村、大井村、木大坪村、盘石村、芭蕉村、玉屏村、楠木村、温塘村、飞鹿村、南门村、清溪村、田桥村、白羊村、永安村、枫香村、白良村、大竹坪村、罗家村、勤俭村、十里树村、罗家水村、新枧水村、藤缠村、拦牛坪村、韭菜坪村、浆坪村、小清溪村、白石园村、金水村、栗坪村、上团村和坝头冲村。

## 词源学
1313年（元朝皇庆二年），杨再成在境内建儒林书院，以此得名。

## 历史
隋末、萧铣建立建州，儒林镇是武攸县的县政府所在地。
1950年，儒林乡设立。1961年正式成一个镇。

## 地理
儒林镇坐落在城步苗族自治县中部，北是茅坪镇，东是兰蓉乡，西和西南是丹口镇，东南是白毛坪镇，南是汀坪乡。
巫水河流经儒林镇。

## 人口
2015年12月，儒林镇的人口是75,900人，苗族是主体民族，人口48,700人，占64.16%，另外还有其他12个民族。

## 交通
省道219、城步龙胜高速公路穿过儒林镇。